# CACH-Syndrom
Das CACH-Syndrom, englisch Akronym für Childhood Ataxie mit Central nervous system Hypomyelinisation, ist eine sehr seltene angeborene Leukenzephalopathie mit den namensgebenden Hauptmerkmalen.
Synonyme sind: Infantile Ataxie mit diffuser Hypomyelinisierung des ZNS; Leukoenzephalopathie mit Verlust der weißen Hirnsubstanz; Myelinosis centralis diffusa; Cree-Leukoenzephalopathie; Ovarioleukodystrophie englisch Leukoencephalopathy with vanishing white matter; Vanishing White Matter; VWM
Die Erstbeschreibung stammt aus dem Jahre 1997 durch Marjo van der Knaap und Mitarbeiter.

## Verbreitung
Die Häufigkeit ist nicht bekannt, bislang wurde über etwa 150 Betroffene berichtet. Die Vererbung erfolgt autosomal-rezessiv.

## Ursache
Je nach zugrunde liegender Mutation können folgende Typen unterschieden werden:
- EIF2B1, Mutation im EIF2B1-Gen auf Chromosom 12 Genort q24.31
- EIF2B2, Mutation im EIF2B2-Gen auf Chromosom 14 Genort q24.3
- EIF2B3, Mutation im EIF2B3-Gen auf Chromosom 1 Genort p34.1
- EIF2B4, Mutation im EIF2B4-Gen auf Chromosom 2 Genort p23.3
- EIF2B5, Mutation im EIF2B5-Gen auf Chromosom 3 Genort q27.1

Die EIF2B-Gene kodieren für Untereinheiten der Initiationsfaktoren für die Translation in Eukaryoten, die an der Regulierung der Proteinsynthese unter zellulärem Stress beteiligt sind.

## Klinische Erscheinungen
Klinische Kriterien sind:
- Krankheitsbeginn meist schon im Kleinkindesalter
- Spastik, Ataxie
- Verschlechterung mit Fieberschüben
- Ableben nach 5 bis 10 Jahren

Das Krankheitsbild ist unterschiedlich ausgeprägt. So gibt es schwere Verläufe bei Kleinkindern (Leukenzephalopathie Typ Cree), Formen ohne neurologische Symptome, leichtere und später beginnende Verläufe (Ovario-Leukodystrophie), auch als englisch eIF2B-related leukoencephalopathies bezeichnet.

## Diagnose
In der Magnetresonanztomographie kann eine diffuse Veränderung der weißen Substanz mit Zystenbildung nachgewiesen werden.
Histopathologisch findet sich eine orthochromatische Leukodystrophie mit Hohlräumen und vermehrten Oligodendrozyten.
Humangenetisch kann die Mutation nachgewiesen werden.

## Therapie
Eine ursächliche Behandlung ist nicht bekannt, mitunter können Kortikosteroide hilfreich sein.

## Heilungsaussicht
Die Prognose scheint vom Erkrankungsalter abzuhängen mit schwererem Verlauf bei zeitigem Beginn.